# Matteo Badilatti
Matteo Badilatti (Saint-Moritz, 30 de julho de 1992) é um ciclista suíço membro da equipa Israel Start-Up Nation.

## Palmarés
Ainda não tem conseguido nenhuma vitória como profissional

## Resultados em Grandes Voltas
| Corrida | Corrida         | 2018 | 2019 | 2020  |
| ------- | --------------- | ---- | ---- | ----- |
|         | Giro d'Italia   | —    | —    | —     |
|         | Tour de France  | —    | —    | —     |
|         | Volta a Espanha | —    | —    | 110.º |

—: não participa

Ab.: abandono